# Somerled
Somerled (nórdico antiguo: Sumarliði; gaélico escocés: Somhairle) (n. 1113 en Morvern – m. 1164 en Renfrew, Escocia), fue un caudillo hiberno-nórdico, rey de Kintyre, conquistador del reino de Mann y las Islas, apodado en las crónicas contemporáneas como ri Innse Gall («rey de las Islas», en referencia a las Hébridas).
Somerled era hijo de Gillebride mac Gilladomnan, thane de Argyll, descendiente en sexta generación de Gofraid mac Fergusa, Señor de las Islas, y según las genealogías irlandesas de Ard rí Érenn también del legendario Colla Uais, mientras que su madre era sin duda hiberno-nórdica.
En 1153 fallecen dos reyes vecinos David I de Escocia y su suegro Olaf I de Mann, una situación políticamente inestable en la región que favorece los apetitos de Somerled que tres años después ataca Escocia y la isla de Man. Mann estaba por entonces gobernada por el heredero de Olaf, Godfred, que además era cuñado de Somerled (estaba casado con una media hermana de Godfred). Un grupo de maneses descontentos con el despotismo del rey de Mann proponen a Somerled que su hijo Dughall mac Somhairle les gobierne. Somerled acepta y el 5 de enero de 1156 Godfred V sufre derrota en una batalla naval, que le obliga a dividir el reino entre ambos pretendientes. El acuerdo no perdura y Godfred sufre otra derrota al enfrentarse a Somerled en 1158 y huye de Mann para refugiarse en la corte de Inge I de Noruega en 1159.
Los escoceses y los hiberno-nórdicos descendientes de los vikingos ya formaban por entonces un solo pueblo, bajo el amparo de un caudillo y compartiendo el mismo modo de vida. Bajo el reinado de Malcolm IV de Escocia, los Estuardo inician incursiones en el flanco occidental y Somerled se vio obligado a dirigir un gran ejército para repeler los ataques. Esta ofensiva le permite de entrar en la tierra de los Estuardo y llegar a Renfrew, donde ambos ejércitos se enfrentan en el campo de batalla en 1164. En el enfrentamiento, tanto Somerled como su hijo Gillabrigte (según las crónicas de Mann: Gillecolm), fruto de su primer matrimonio resultan muertos y su ejército se retira.
Tras su muerte, muchos señores de la guerra intentaron ocupar su reino en varias ocasiones, pero los descendientes de Somerled y Godfred V consiguieron mantenerse en posesión de los territorios.
Existe la teoría que los señores gaélicos del siglo XII Fergus de Galloway y Somerled, pudieron ser descendientes del jarl Gilli, un vikingo de las Hébridas.

## Legado
Le sobreviven tres hijos de su unión con Rahgnailt (Ranghild):
- Dubgall, ancestro del clan MacDougall
- Ragnald, uno de sus hijos Donald MacRagnald sería ancestro del clan Donald
- Aonghus.

Las Crónicas de Mann mencionan a un cuarto hijo llamado Olaf. Otros hijos mencionados son Bethóc ingen Somairle y Mac Scelling (ilegítimo).
Un estudio genético realizado por el profesor Bryan Sykes en la Universidad de Oxford (2005) concluyó que Somerled tiene actualmente 500.000 descendientes vivos, la segunda mayor descendencia tras Gengis Kan.